# Lysibia polita
Lysibia polita là một loài tò vò trong họ Ichneumonidae.